# آرادتی

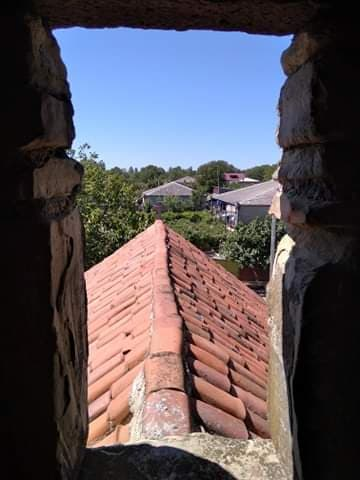
منطقه مسکونی در گرجستان

آرادتی (به لاتین: Aradeti) یک منطقهٔ مسکونی در گرجستان است که در شهرداری کارلی واقع شده‌است. آرادتی ۴۳۲ نفر جمعیت دارد و ۶۶۰ متر بالاتر از سطح دریا واقع شده‌است.